# Botryobasidium chilense
Botryobasidium chilense é uma espécie de fungo pertencente à família Botryobasidiaceae.